# 奧伯爾希亞-克洛沙尼鄉
45°01′N 22°41′E / 45.017°N 22.683°E
奧伯爾希亞-克洛沙尼鄉（羅馬尼亞語：Comuna Obârșia-Cloșani, Mehedinți），是羅馬尼亞的鄉份，位於該國西南部，由梅赫丁茨縣負責管轄，處於布加勒斯特以西280公里，每年平均降雨量1,114毫米，海拔高度556米，2007年人口1,141。